# Flu Game
Flu Game è il secondo album in studio del rapper britannico AJ Tracey, pubblicato a due anni di distanza dal suo disco d'esordio eponimo. L'album è stato pubblicato via Revenge Records, etichetta fondata e gestita dallo stesso Tracey.

## Background
Il disco deve il suo titolo a quello della finale del campionato NBA del 1997, evento sportivo durante il quale il celebre giocatore di basket Michael Jordan subì un'intossicazione alimentare ma ciononostante riuscì a portare la sua squadra alla vittoria. L'artista ha inoltre dichiarato che l'album è stato influenzato anche da alcune sue vicende personali legate alla pandemia di COVID-19: entrambi i suoi genitori sono stati infatti colpiti dal virus nel mezzo del processo di creazione dell'album, e ciò ha contribuito a indirizzare Tracey verso testi più introspettivi.

## Promozione
AJ Tracey ha pubblicato i singoli Dinner Guest e West Ten, rispettivamente in collaborazione con Dhruva Balram e Mabel, nel corso del 2020. Successivamente ha ripreso a promuovere l'album soltanto nel febbraio 2021, pubblicando da quel momento un singolo al mese fino ad arrivare alla pubblicazione dell'intero progetto. L'annuncio dell'album da parte di Tracey è avvenuto attraverso uno sketch comico in cui l'artista ha finto di presentare una squadra di basket fittizia chiamata Revenge Athletic.

## Tracce
1. Anxious – 2:41
2. Kukoč (feat. Nav) – 3:15
3. Bringing It Back (feat. Digga D) – 3:12
4. Cheerleaders – 3:54
5. Draft Pick – 3:13
6. Eurostep – 2:45
7. Cherry Blossom – 2:22
8. Glockie – 3:35
9. Little More Love – 2:40
10. Top Dog – 3:20
11. Summertime Shootout (feat. T-Pain) – 3:39
12. Perfect Storm – 2:59
13. Coupé (feat. Kehlani) – 2:39
14. Numba 9 (feat. SahBabii e Millie Go Lightly) – 3:54
15. Dinner Guest (feat. Mostack) – 3:18
16. West Ten (feat. Mabel) – 3:34

## Classifiche
| Classifica (2021) | Posizione massima |
| ----------------- | ----------------- |
| Australia         | 12                |
| Nuova Zelanda     | 36                |
| Regno Unito       | 2                 |